# Алчановка
Алчановка (каз. Әлшан) — село в Денисовском районе Костанайской области Казахстана. Входит в состав Тельманского сельского округа. Код КАТО — 394065200.

## Население
В 1999 году население села составляло 515 человек (265 мужчин и 250 женщин). По данным переписи 2009 года, в селе проживало 458 человек (237 мужчин и 221 женщина).